# Phytoecia salvicola
Phytoecia salvicola är en skalbaggsart som beskrevs av Holzschuh 1989. Phytoecia salvicola ingår i släktet Phytoecia och familjen långhorningar. Inga underarter finns listade i Catalogue of Life.